# فيل كين
فيل كين (ولد عام 20 أكتوبر 1983 في ريدينغ، باركشير) سائق سباق محترف بريطاني يتنافس حاليًا في سلسلة لومان الأوروبية لصالح JMW Motorsport. وهو السائق الأكثر نجاحًا في تاريخ سباقات جي تي البريطانية، حيث حصل على المركز الثاني في الفئة الأولى ثلاث مرات (جي تي3). كان سائقًا رسميًا لمصنع لامبورجيني في عام 2019، عندما فاز بلقب هاوي-محترف في جي تي تحدي أوربا العالمي، ويعمل في الوقت نفسه مهندسًا في هنلي أون تيمز. وكان أيضًا ذا ستيغ الثالث والأخير في برنامج السيارات البريطاني توب قير من عام ديسمبر 2010 حتى عام 2022، مع الحفاظ على صورته سراً على مر السنين.

## حياة مهنية

### 2023
في عام 2023، عاد كين إلى بطولة جي تي البريطانية في دور بديل، لينوب عن سائقي فريق Seas Motorsport جول جونون وجوناثان آدم بينما أوفى الاثنان بالتزاماتهما تجاه المصنع. اعتبارًا من أبريل 2023، قبل بدء موسم 2023، كان كين يحمل الرقم القياسي لأكبر عدد من الانتصارات في السلسلة. 

## أعمال مثيرة
اشتهر كين بعمله في بين كولينز كسائق مثير (2015) و سباق السيارات ليوم الاثنين (2017). 
بين عامي 2010 و2022، مثل كين التجسيد الثالث لشخصية ذا سيغ في برنامج توب قير على قناة بي بي سي. تم تأكيد ذلك في عام 2024، عندما كشف عنه المقدم جيريمي كلاركسون في جلسة أسئلة وأجوبة.  

## سجل السباق
| سنة  | مركز   | سباق                                              |
| 2018 | الأول  | كأس موس                                           |
| 2017 | الثاني | بطولة جي تي البريطانية - جي تي3                   |
| 2017 | الثالث | كأس ميشلان لومان - جي تي3                         |
| 2017 | الأول  | كأس كينرارا                                       |
| 2016 | الثاني | بطولة جي تي البريطانية - جي تي3                   |
| 2016 | الثاني | اجتماع الأعضاء الرابع والسبعين لكأس بروس ماكلارين |
| 2014 | الأول  | التحدي الجذري SR3                                 |
| 2009 | الأول  | بطولة جي تي البريطانية - سوبر سبورت               |
| 2003 | الثالث | تحدي توسكان TVR                                   |

### النتائج الكاملة لبطولة جي تي البريطانية
( المفتاح) (السباقات المكتوبة بالخط العريض تشير إلى مركز الانطلاق الأول في فئتها) (السباقات المكتوبة بالخط المائل تشير إلى أسرع لفة في فئتها)
† لم يتمكن السائق من إنهاء السباق، ولكن تم تصنيفه لأنه أكمل 90% من مسافة السباق. * الموسم لا يزال قيد التنفيذ.

### النتائج الكاملة لبطولة جي تي تحدي أوربا العالمي لكأس سباق السرعة
( المفتاح) (السباقات المكتوبة بالخط العريض تشير إلى مركز الانطلاق الأول) (السباقات المكتوبة بالخط المائل تشير إلى أسرع لفة)
* الموسم لا يزال قيد التنفيذ.

### النتائج الجزئية لبطولة كأس جي تي
( المفتاح) (تشير السباقات المكتوبة بخط عريض إلى المركز الأول في الفئة) - نقطة واحدة تُمنح في السباق الأول فقط؛ تشير السباقات المكتوبة بخط مائل إلى أسرع لفة في الفئة - يتم منح نقطة واحدة لجميع السباقات؛-
† لم يكن كين مؤهلاً للحصول على نقاط لأنه كان مشاركًا بدعوة.

### النتائج الكاملة لسلسلة لومان الأوروبية
( المفتاح) (السباقات المكتوبة بالخط العريض تشير إلى مركز الانطلاق الأول؛ النتائج المكتوبة بالخط المائل تشير إلى أسرع لفة)
| سنة  | المشارك                 | الفئة         | الهيكل            | محرك                         | رتبة | نقاط |
| ---- | ----------------------- | ------------- | ----------------- | ---------------------------- | ---- | ---- |
| 2024 | جيه إم دبليو موتورسبورت | إل إم جي تي 3 | فيراري 296 جي تي3 | فيراري F163 3.0 لتر توربو V6 | 14*  | 2*   |

* الموسم لا يزال قيد التنفيذ.